# Ponte Alta do Tocantins
Ponte Alta do Tocantins es un municipio brasileño del estado del Tocantins. Se localiza a una latitud 10º44'38" sur y a una longitud 47º32'10" oeste, estando a una altitud de 294 metros. Su población estimada en 2004 era de 6 135 habitantes.
Posee un área de 10082,1 km². Es una ciudad turística, conocida como portal del Jalapão.